# Masikoro

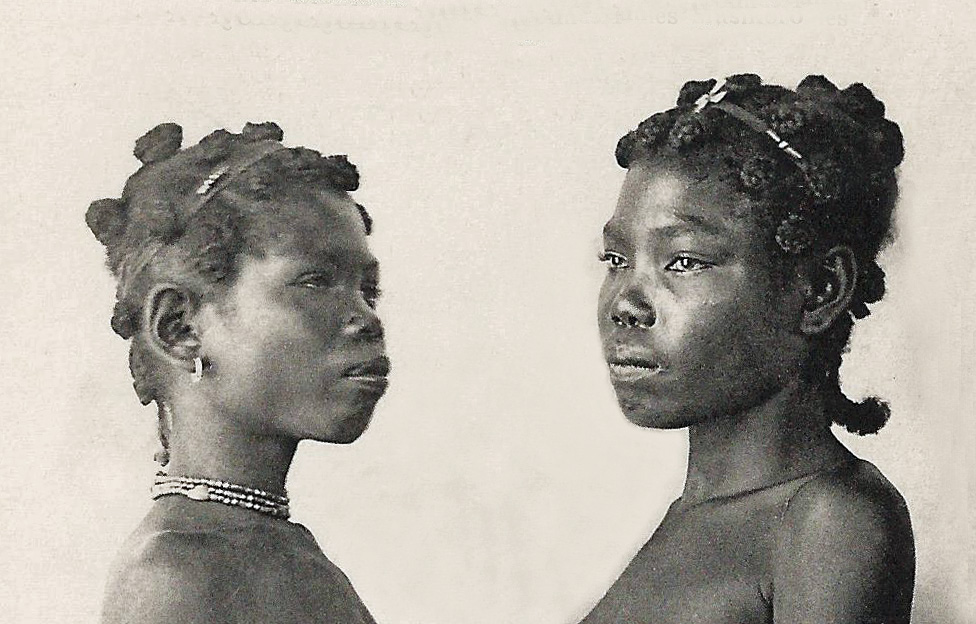
Jeunes filles masikoro.

Les Masikoro constituent un des principaux groupes ethniques du sud-ouest de Madagascar. Ils sont proches des Vézos et des Sakalaves mais s'individualisent clairement : ils ont un mode de vie différent de celui des Vézos et leur histoire est liée au Royaume du Fiherena. 

## Ethnonymie
Masikoro est un terme signifiant les terriens, c'est-à-dire ceux qui habitent à l'intérieur des terres, ce qui les distingue des Vézos qui vivent eux sur le rivage marin . Paul Ottino nous dit quant à lui que le terme vient du mot shokora, qui signifie brûlis de forêt sèche en bantou tanzanien.

## Histoire et origines des Masikoro
Au XVIe siècle, de petits groupes voués  à l'agropastoralisme et dispersés dans toute la partie méridionale intérieure de Madagascar constituent le fondement de la future société  masikoro. Ils portent notamment le nom d'Antambaha, d'Antandavaka, d'Ambolavaha, de Tetembola, de Temaro et de Tamby. Une dynastie royale, celle des Andrevola, se met en place entre l'Onilahy et le Mangoky au début du XVIIe siècle : on parle désormais du Royaume du Fiherena(na). Ce sont donc des hommes d’origines a priori variées qui vont se fondre dans un même creuset. Au Sud de l’Onilahy, la dynastie des Andrevola est en lutte avec les Mahafaly  conduits par une autre dynastie, celle des Maroserana.  Au XVIIIe siècle, devant la menace des royaumes bara venus de l’Est, les deux dynasties s’allient. Les Bara, créant selon la tradition orale un climat de terreur, repoussent les Masikoro loin vers l’Ouest où ils sont bloqués par le Canal de Mozambique. Le royaume éclate alors en quatre entités rivales . Leur dernier roi fut Tompoemana qui résidait à Manombo.

## Économie
Les Masikoro sont des agropasteurs. Ils élèvent des bovins, des ovins et des caprins.  En outre, ils pratiquent diverses cultures sèches, sans irrigation : maïs, igname et manioc principalement.

## Culture
Les Masikoro ont leur langue : le dialecte malgache masikoro. Jusqu'à l'indépendance, la culture masikoro était rurale mais aujourd'hui, la majorité des Masikoro vit en ville, à Tuléar peuplant préférentiellement certains quartiers.